# Teateråret 1907

## Händelser
- 14 juni – Dramatens sista föreställning på Mindre teatern i Stockholm, komedin Livets maskerad av Ludwig Fulda, ges.[1]
- 6 december – Axel Burén avgår från sin post som chef för Kungliga Operan. Han efterträds av Artur Thiel.[2]

### Okänt datum
- Knut Michaelson efterträder Gustaf Fredriksson som chef för Dramaten.
- Intima teatern i Stockholm startas av August Strindberg och teatermannen August Falck.
- Christian Dietrich Grabbes lustspel Skämt, satir, ironi och djupare mening uruppförs i München 80 år efter sin första publicering år 1827.

## Priser och utmärkelser
- Anders de Wahl tilldelats medaljen Litteris et Artibus.

## Årets uppsättningar

### Januari
- 22 januari - Franz Lehárs "Den glada änkan" har premiär på Oscarsteatern i Stockholm, öppnad föregående år. I huvudrollerna finns bland andra Emma Meissner och Carl Barckblind.[3]

### Februari
- Hjalmar Söderbergs pjäs Gertrud uruppförs på Dramaten.

### April
- 17 april – August Strindbergs Ett drömspel har urpremiär på Svenska teatern i Stockholm[4] med Harriet Bosse i huvudrollen som Indras dotter.[3]

### Maj
- 4 maj - August Strindbergs pjäs Leka med elden har urpremiär på Grand Restaurang National.[5]

### September
- 14 september - August Strindbergs pjäs Kronbruden har Sverigepremiär på Svenska teatern i Stockholm.[6]

### November
- 26 november – Intima teatern, en experimentteater vid Norra Bantorget i Stockholm, öppnas med August Strindbergs Pelikanen,[4] på initiativ av honom själv och August Falck.[3]

### December
- 5 december - August Strindbergs pjäs Brända tomten har urpremiär på Intima teatern i Stockholm.[7]
- 30 december - August Strindbergs pjäs Oväder uruppförs på Intima teatern i Stockholm.[8]

### Okänt datum
- August Strindbergs pjäs Första varningen har Sverigepremiär genom en turné med Julia Håkansson och Olof Hillberg.[9]
- Tor Hedbergs pjäs Johan Ulfstjerna uruppförs på Svenska Teatern i Stockholm.

## Avlidna
- 7 maj - Charlotta Raa-Winterhjelm, 68, svensk skådespelare.